# Kraselov
Obec Kraselov se nachází v okrese Strakonice v Jihočeském kraji, zhruba 8 km jihozápadně od Strakonic. Žije zde 229 obyvatel.

## Přírodní poměry
Kraselov leží v Šumavském podhůří (podcelek Bavorovská vrchovina, okrsek Volyňská vrchovina) na horním toku Smiradického potoka, který je levostranným přítokem řeky Volyňky. 

## Části obce
Obec Kraselov se skládá ze čtyř částí na dvou katastrálních územích:
- Kraselov (i název k. ú.)
- Lhota u Svaté Anny (leží v k. ú. Kraselov)
- Milčice (leží v k. ú. Kraselov)
- Mladotice (k. ú. Mladotice u Kraselova)

## Historie
První písemná zmínka o obci pochází z roku 1352.

## Pamětihodnosti

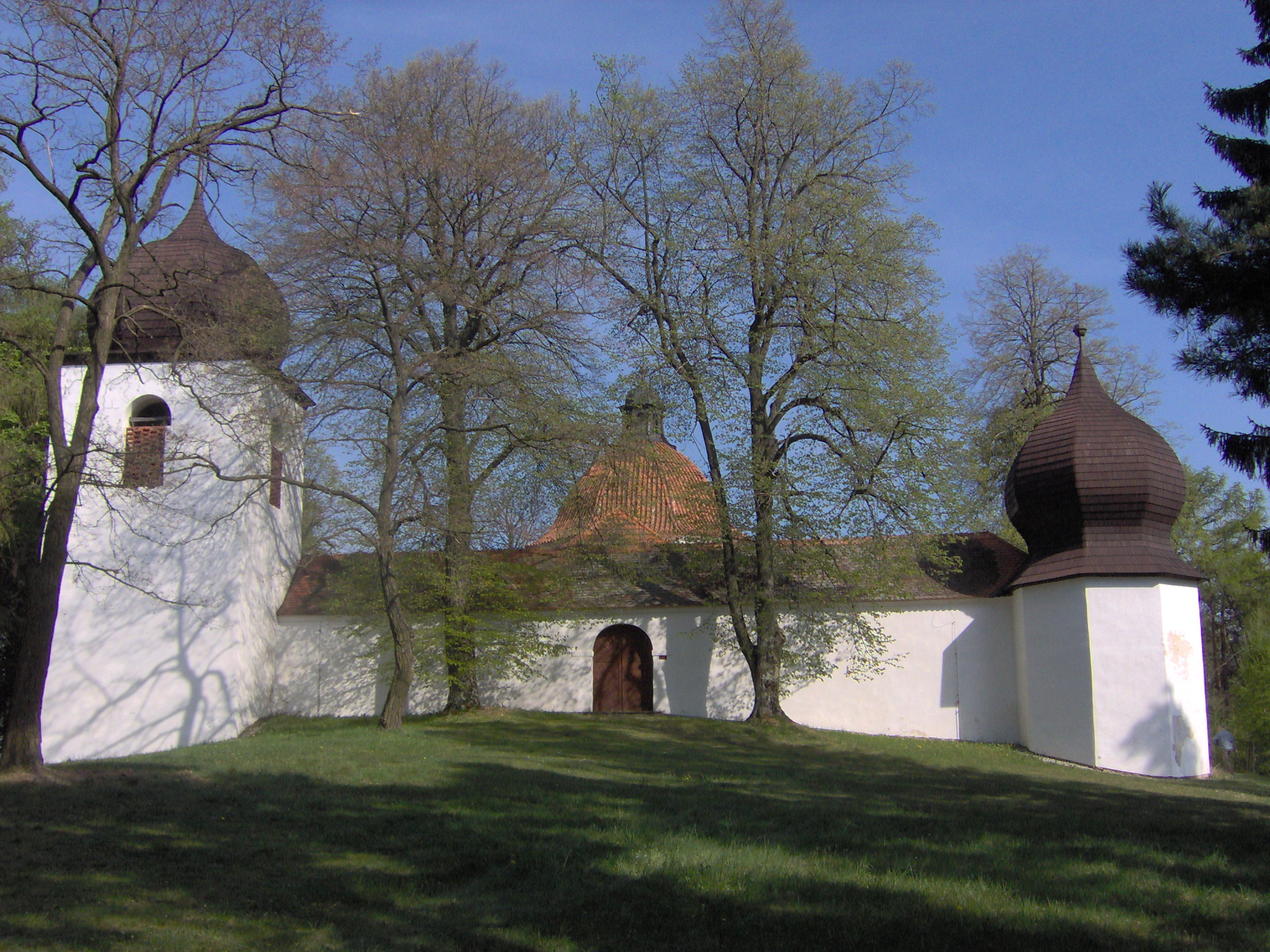
Vstup do ambitu kostela svaté Anny

- Kostel svatého Vavřince - připomíná se již roku 1352 jako farní
- Poutní kostel svaté Anny - barokní, založil jej Jan Ignác Dlouhoveský z Dlouhé Vsi roku 1680, financoval také jeho stavbu.[4] V roce 1720 byl kolem kostela přistavěn ambit s křížovou chodbou, rohovými kaplemi a zvonicí. Roku 2007 byla ukončena rekonstrukce areálu.
- Socha svatého Jana Nepomuckého - raně barokní
- Fara
- Tvrz - gotického původu, přestavěná v době renesanční, posledními majiteli kolem roku 1700 byli Chanovští z Dlouhé Vsi
- Skála zvaná Boží kámen - na stejnojmenném návrší, bývala poutníky označována za mystické místo; podle psychotronika Pavla Kozáka patří k místům s vysokou kosmickou energií.[5]

## Občanská vybavenost
V obci od září 2014 působí dětský klub Remízek, inspirovaný lesní školkou. Jedná se o první zařízení tohoto typu v kraji.

## Galerie

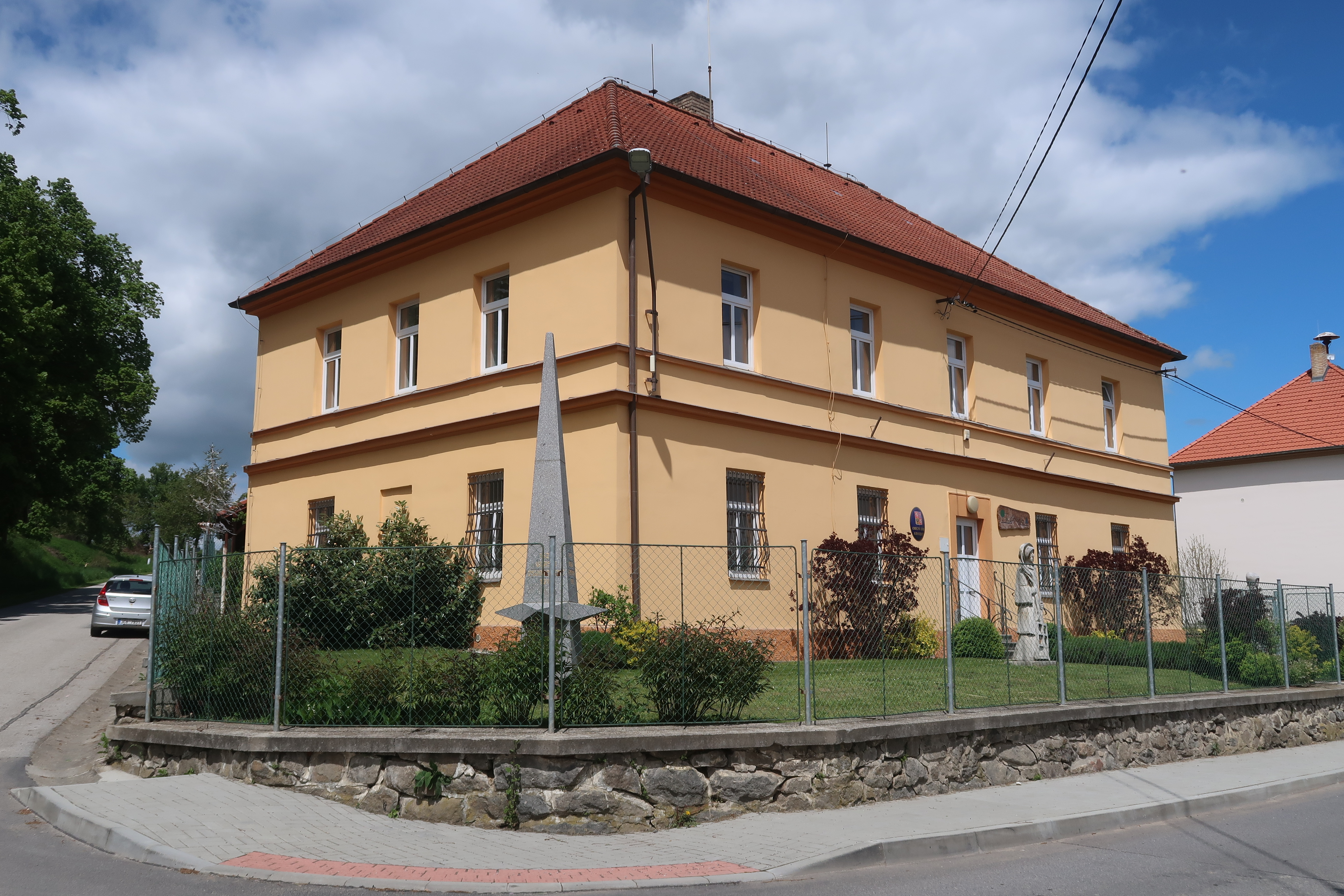
Obecní úřad
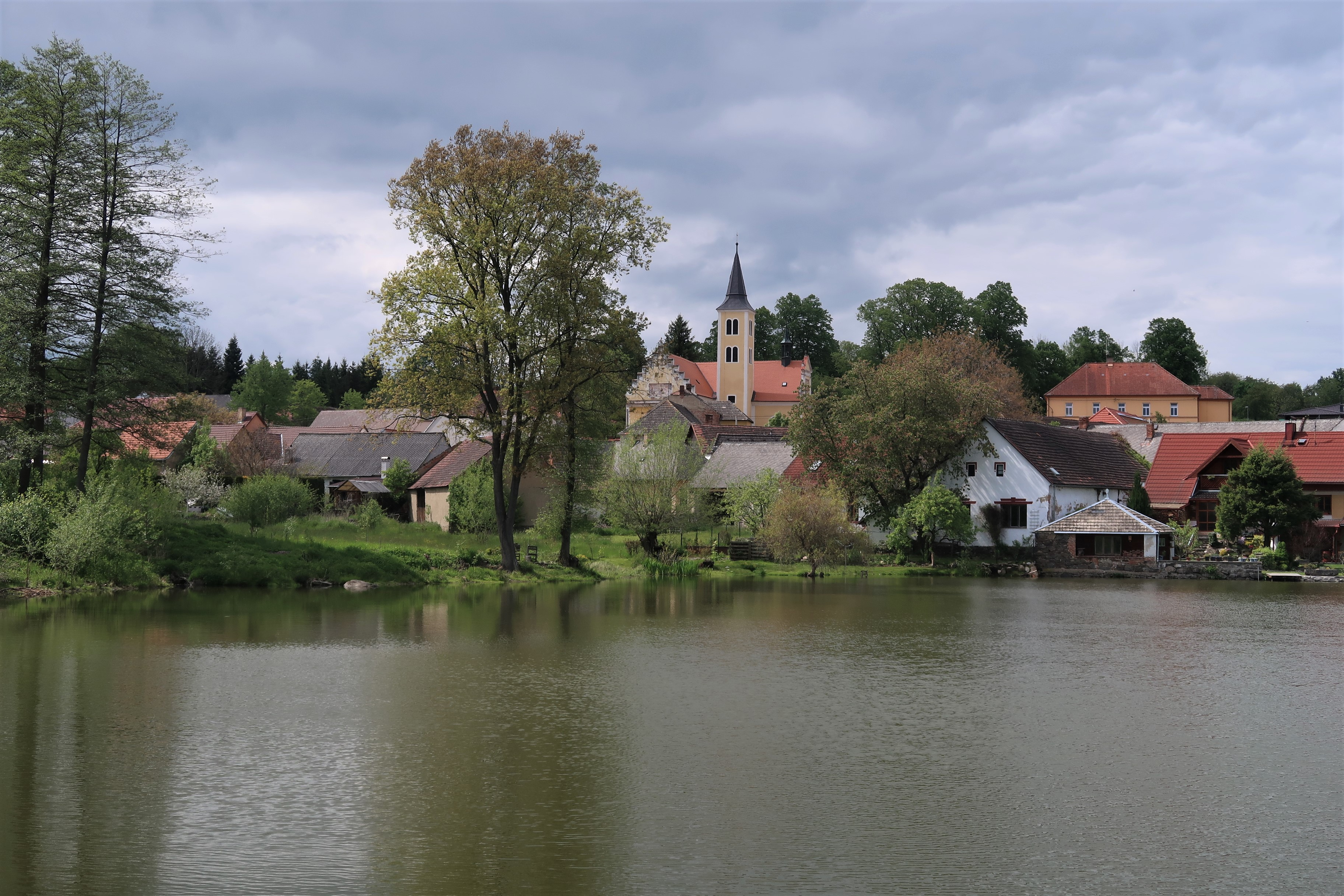
Pohled přes rybník U Kováříků
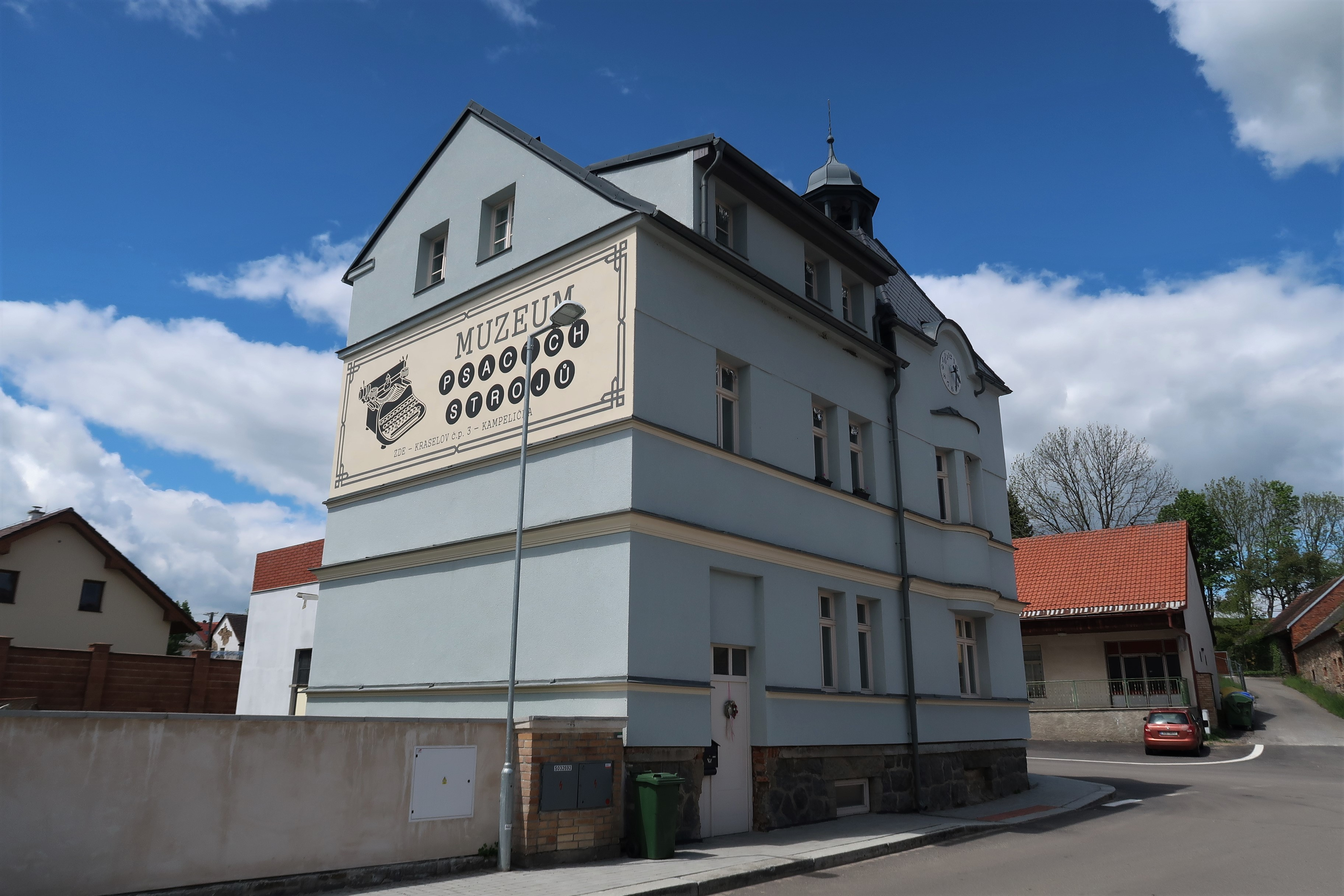
Budova bývalé občanské záložny
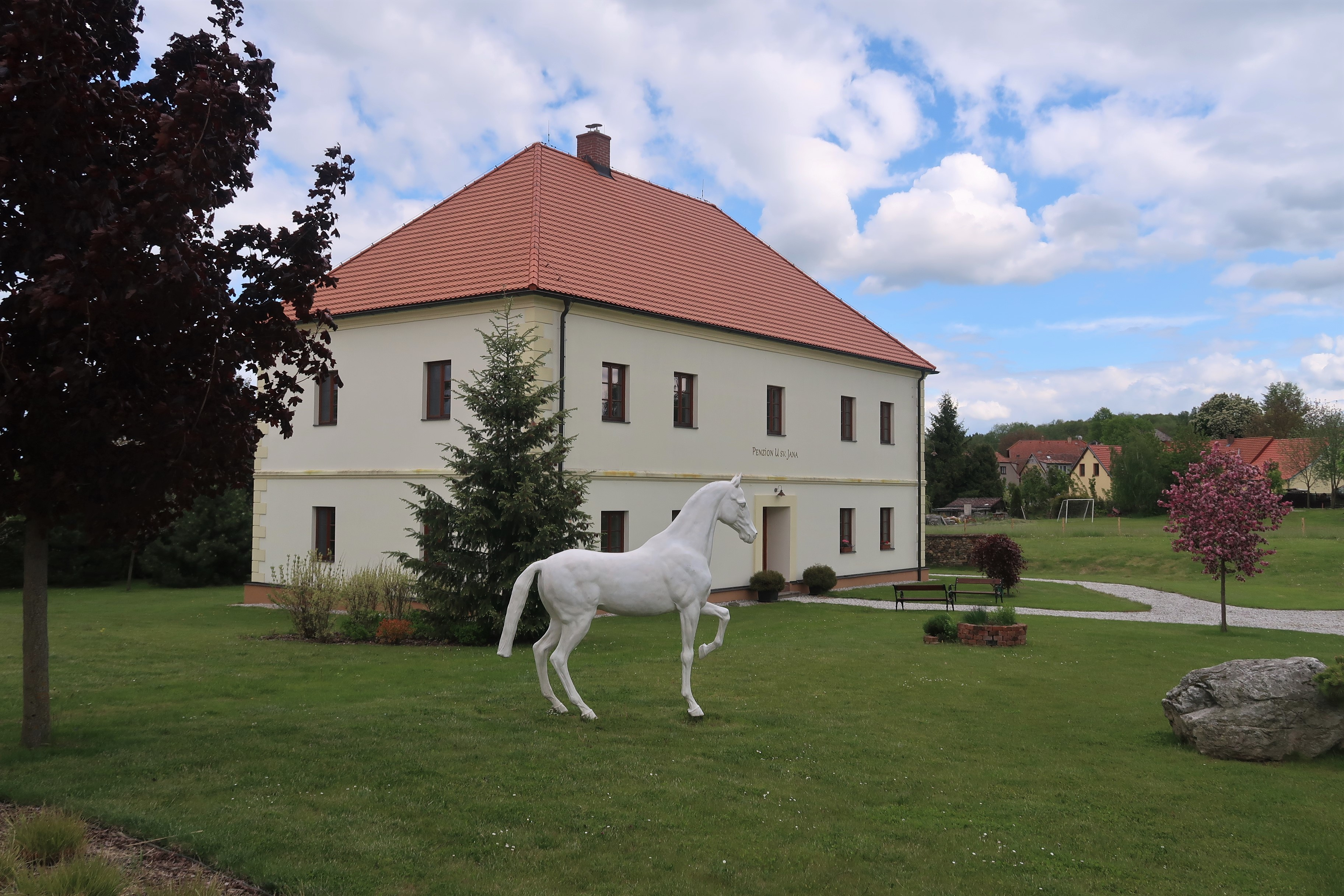
Bývalý zámek (dnes penzion)
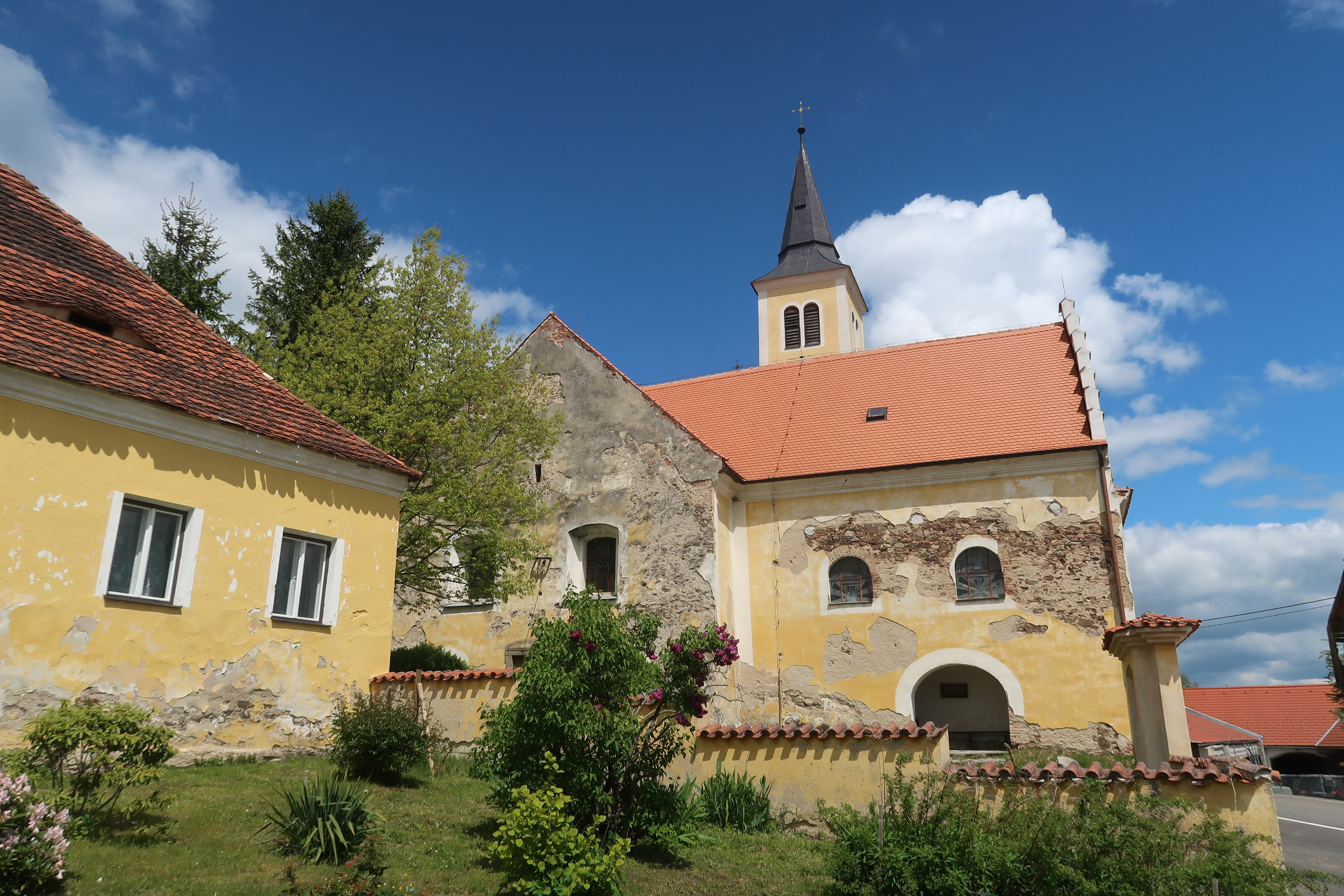
Fara a kostel sv. Vavřince
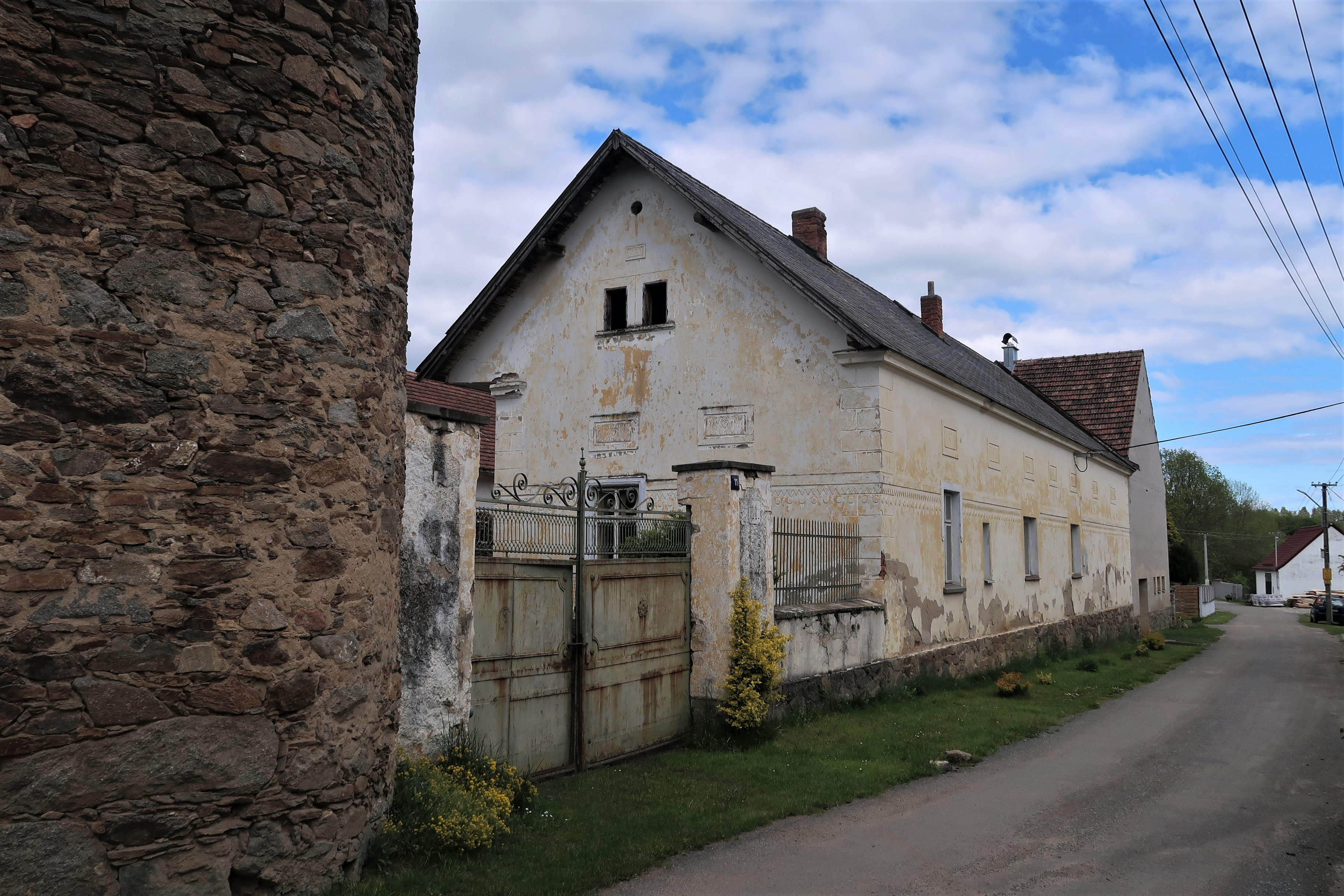
Stavení č.p. 11 pod návsí
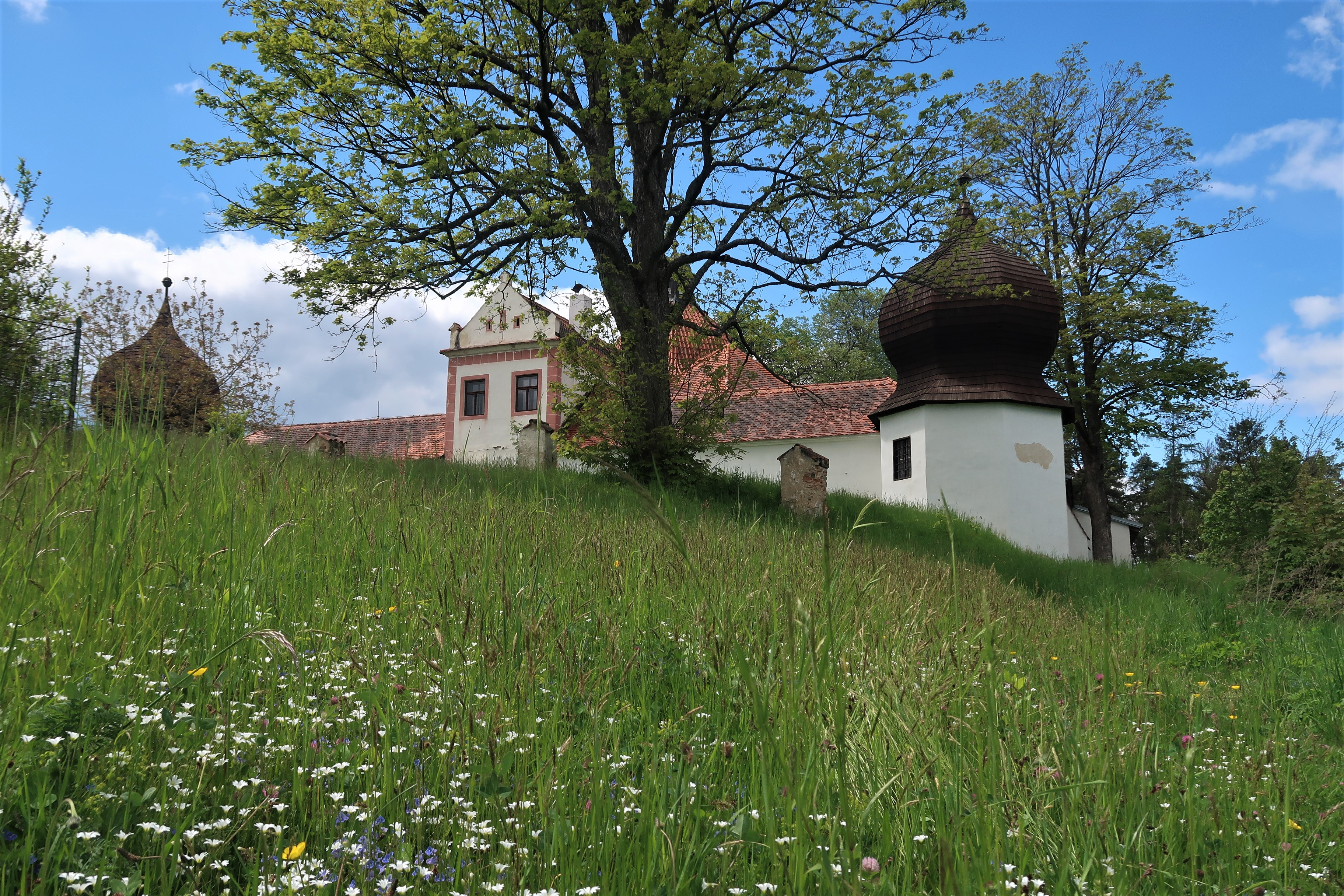
Poutní kostel sv. Anny nad Kraselovem
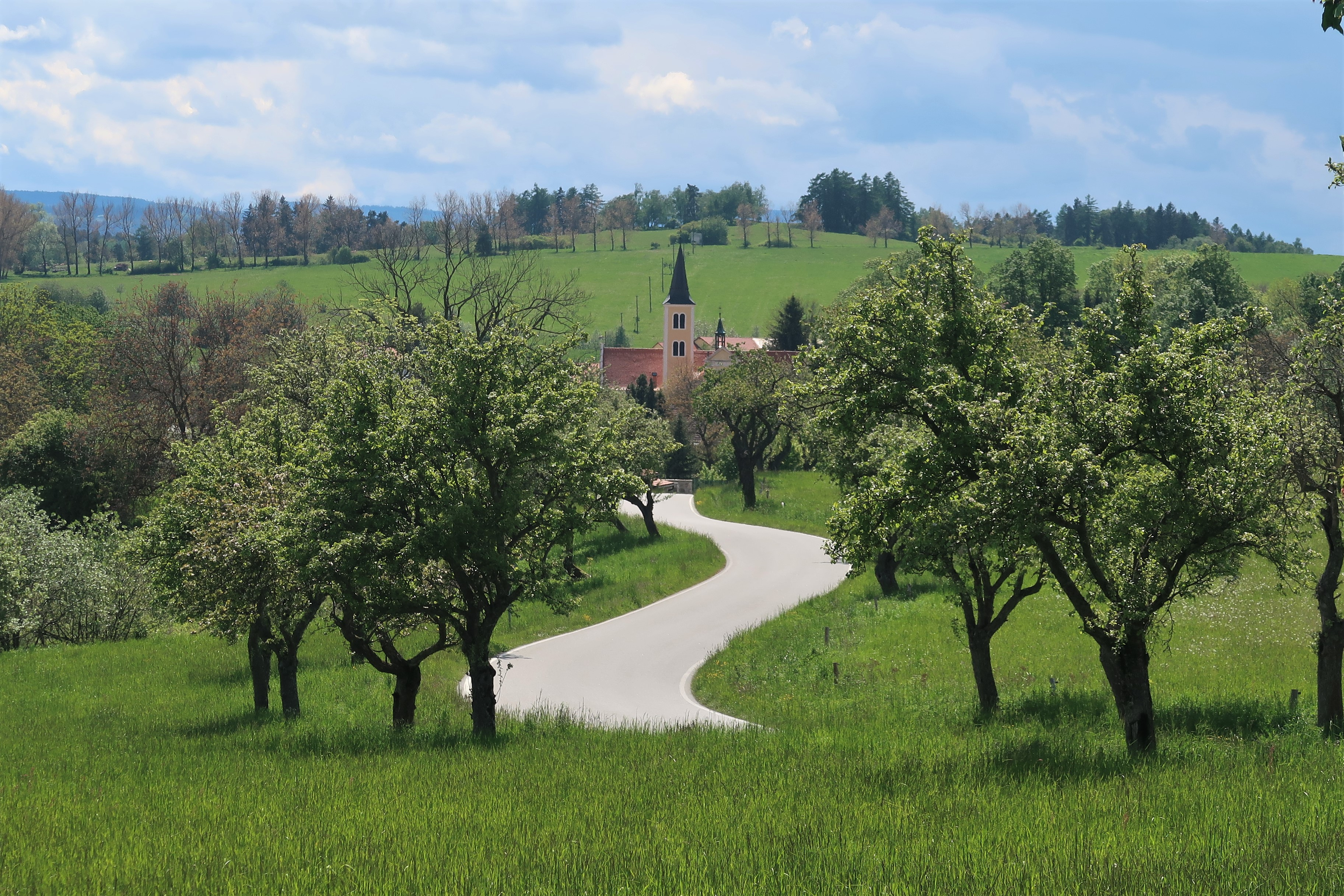
Pohled na obec od kostela sv. Anny
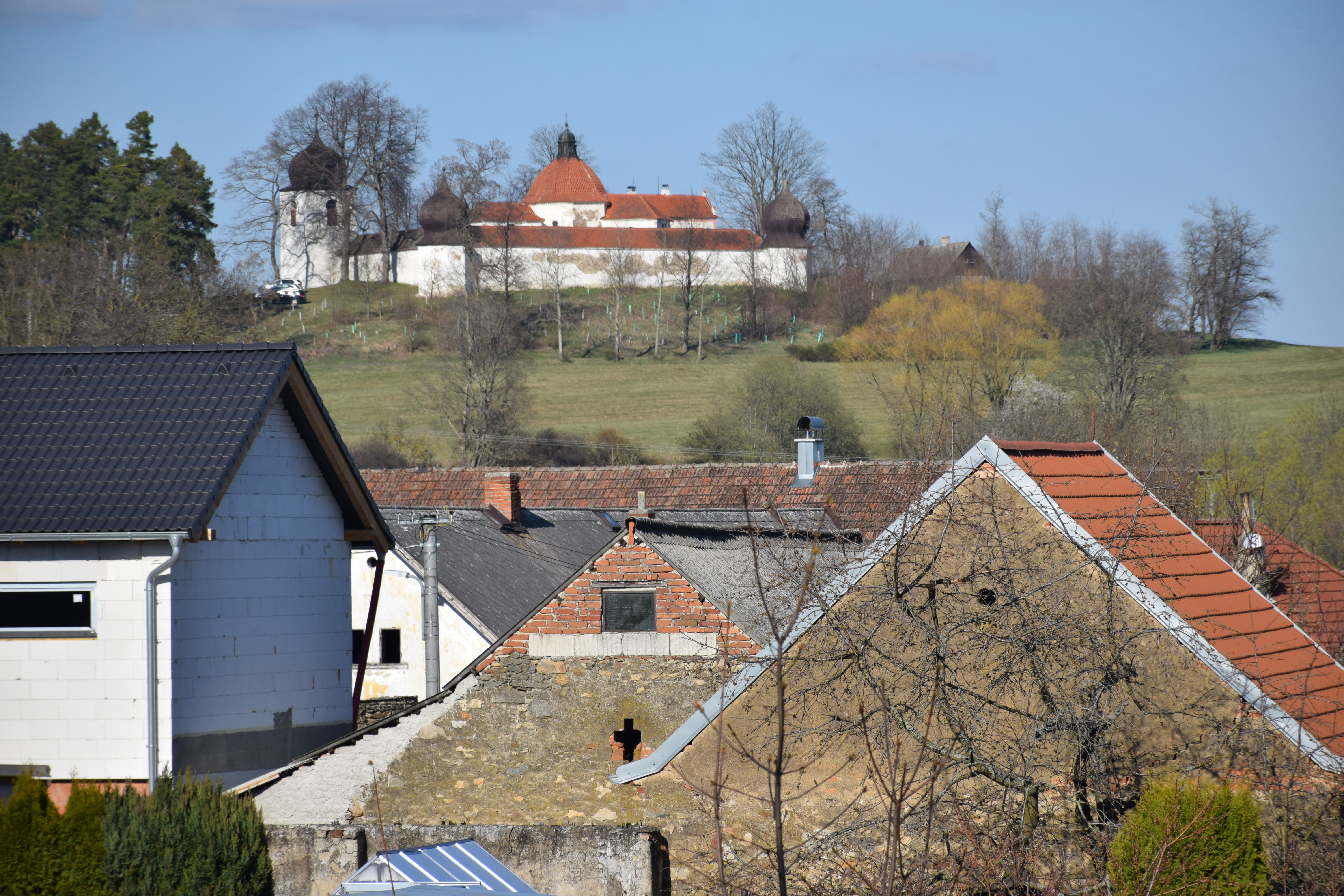
Poutní místo a kostel Sv. Anna u Kraselova